# 永璐
愛新覚羅 永璂（あいしんかくら えいろ、乾隆22年（1757年）7月17日 - 乾隆25年（1760年）3月8日）は、清の乾隆帝の第十四皇子。

## 生涯
乾隆22年（1757年）7月17日に生まれた。生母は令妃魏氏(後の孝儀純皇后)で、嘉慶帝の同母兄にあたる。
乾隆25年（1760年）3月8日に永璐はわずか4歳で夭折したが、諡号は与えられなかった。
幼い皇子の葬儀は、当時の皇后であった那拉氏が産んだ第十三皇子永璟の葬儀と同様の規格に従って執り行われた。永璐の遺体は、朱華山にある異母兄・端慧皇太子の陵墓に合葬された。
この陵墓には三つの地宮（地下宮殿）があり、中央の地宮は石造りで、端慧皇太子が埋葬されている。東側の地宮も石造りで、ここには三人が合葬されており、中央には端慧皇太子の同母弟である悼敏皇子、その両側には皇九子（第九皇子）と皇十子（第十皇子）が眠っている。
一方、西側の地宮は最も規模が小さく、煉瓦造りとなっており、こちらにも三人が合葬されている。中央に埋葬されたのは第十三皇子永璟であり、その左右に永璐と、嘉慶帝のもう一人の同母弟である皇十六子慶親王永璘が埋葬されている。